# Associazione Calcio Legnano 1938-1939
Questa pagina raccoglie le informazioni riguardanti l'Associazione Calcio Legnano nelle competizioni ufficiali della stagione 1938-1939.

## Stagione

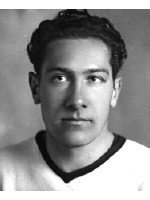
Giuseppe Castelli, al Legnano dal 1938 al 1939

Per ripetere i risultati della stagione precedente, che è stata caratterizzata da un epilogo tranquillo senza rischi di retrocessione, la rosa viene confermata. Gli unici movimenti degni di nota sono la cessione dell'attaccante Angelo Cattaneo e gli acquisti dei centrocampisti Luigi Bonizzoni e Angelo Magistrelli, dell'attaccante Renato Ferretti e del difensore Enrico Milani.
Il Legnano disputa il quarto campionato consecutivo in Serie C ottenendo nuovamente il 6º posto in classifica, questa volta nel girone C con 26 punti, a 12 lunghezze dal Brescia capolista e a 5 punti dal Crema, terzultimo in graduatoria e primo delle retrocesse. In Coppa Italia viene invece eliminato al primo turno dalla Biellese dopo aver superato, nelle qualificazioni, il Dopolavoro Fiat grazie a un doppio incontro che è reso necessario per il pareggio scaturito, anche dopo i tempi supplementari, nella prima partita.

## Divise
| Casa |

## Organigramma societario
Area direttiva
- Presidente: cav. ing. Giulio Riva

Area tecnica
- Allenatore: Enrico Crotti

## Rosa
| N. |                   | Ruolo | Calciatore         |
| -- | ----------------- | ----- | ------------------ |
|    | Italia (bandiera) | C     | Luigi Bonizzoni    |
|    | Italia (bandiera) | D     | Mario Caprioli     |
|    | Italia (bandiera) | D     | Giuseppe Carnevali |
|    | Italia (bandiera) | C     | Giuseppe Castelli  |
|    | Italia (bandiera) | C     | Bruno Cempi        |
|    | Italia (bandiera) | A     | Natale Cereda      |
|    | Italia (bandiera) | P     | Teresio Chiodi     |
|    | Italia (bandiera) | D     | Mario Colombo      |
|    | Italia (bandiera) | A     | Michele Colombo    |
|    | Italia (bandiera) | D     | Vittorio Colombo   |

| N. |                   | Ruolo | Calciatore         |
| -- | ----------------- | ----- | ------------------ |
|    | Italia (bandiera) | A     | Renato Ferretti    |
|    | Italia (bandiera) | A     | Remo Leva          |
|    | Italia (bandiera) | C     | Pierino Luraghi    |
|    | Italia (bandiera) | C     | Angelo Magistrelli |
|    | Italia (bandiera) | D     | Enrico Milani      |
|    | Italia (bandiera) | D     | Guido Morelli      |
|    | Italia (bandiera) | A     | Angelo Prandoni    |
|    | Italia (bandiera) | C     | Italo Santambrogio |
|    | Italia (bandiera) | P     | Ugo Zambelli       |
|    | Italia (bandiera) | A     | Riccardo Zanoni    |

## Risultati

### Serie C

#### Girone d'andata
| Arbitro: | Zavattaro (Casale Monferrato) |

|                         |           |           |
| Cereda 4’ Bonizzoni 14’ | Marcatori | 63’ Musso |

| Arbitro: | Barbieri (Milano) |

|            |           |                                     |
| Minoia 64’ | Marcatori | 67’ (rig.) Ferretti 81’ Prandoni II |

| Arbitro: | Milanone Ridor (Biella) |

|  |           |                            |
|  | Marcatori | 26’ Cereda 31’ Ma. Colombo |

| Legnano 9 ottobre 1938 4ª giornata | Legnano            | 0 – 0 | Gallaratese | Stadio Comunale\| Arbitro: \| Reggiani (Brescia) \| |
| Arbitro:                           | Reggiani (Brescia) |       |             |                                                     |

| Arbitro: | Limido (Milano) |

|                  |           |            |
| Cerutti 74’, 78’ | Marcatori | 63’ Zanoni |

| Arbitro: | Candela (Genova) |

|           |           |  |
| Cereda 3’ | Marcatori |  |

| Arbitro: | Bogetti (Torino) |

|                                                           |           |                                      |
| Bertiglia 4’ (rig.) 3 Gaggiotti 24’, 56’, 77’ Garrone 39’ | Marcatori | 14’ (rig.) Bonizzoni 21’ Magistrelli |

| Arbitro: | Ferorelli (Napoli) |

|  |           |                       |
|  | Marcatori | 42’ Ferrari 76’ Obuel |

| Arbitro: | Zelocchi (Modena) |

|          |           |  |
| Erba 10’ | Marcatori |  |

| Arbitro: | Codeluppi (Lodi) |

|                |           |  |
| Cereda 9’, 61’ | Marcatori |  |

| Arbitro: | Stecig (Fiume) |

|                          |           |              |
| Frisoni 52’ Correnti 77’ | Marcatori | 22’ Ferretti |

| Arbitro: | Franzi (Vercelli) |

|                      |           |  |
| Cempi 48’ Cereda 66’ | Marcatori |  |

| Arbitro: | Bogetti (Torino) |

|                             |           |                     |
| Cattaneo 23’ Conca 33’, 51’ | Marcatori | 79’ (rig.) Ferretti |

#### Girone di ritorno
| Arbitro: | Bianchi (La Spezia) |

|  |           |                     |
|  | Marcatori | 21’ (aut.) Pasquino |

| Arbitro: | Nerozzi (Verona) |

|                       |           |  |
| Luraghi 4’ Cereda 59’ | Marcatori |  |

| Arbitro: | Zilli (Reggio Emilia) |

|                |           |  |
| Mi. Colombo 1’ | Marcatori |  |

| Arbitro: | Barbieri (Milano) |

|          |           |            |
| Rota 76’ | Marcatori | 89’ Cereda |

| Arbitro: | Viarengo (Asti) |

|             |           |                      |
| Luraghi 50’ | Marcatori | 29’ (rig.) Boniforti |

| Arbitro: | Anceschi (Suzzara) |

|                   |           |  |
| Pagliano 13’, 60’ | Marcatori |  |

| Arbitro: | Mendo (Trento) |

|                                          |           |                |
| Cereda 20’, 27’ Luraghi 73’ Ferretti 75’ | Marcatori | 26’, 46’ Sardi |

| Arbitro: | Tagliapietra (Padova) |

|                                  |           |                 |
| Barzaghi II 10’ Cabiati 34’, 46’ | Marcatori | 16’ Magistrelli |

| Legnano 19 marzo 1939 22ª giornata | Legnano            | 0 – 0 | Pro Patria | Stadio Comunale\| Arbitro: \| Carminati (Milano) \| |
| Arbitro:                           | Carminati (Milano) |       |            |                                                     |

| Arbitro: | Ferorelli (Napoli) |

|                        |           |            |
| Moroni 15’ Marcora 42’ | Marcatori | 21’ Cereda |

| Arbitro: | Cardinali (Milano) |

|  |           |          |
|  | Marcatori | 68’ Dusi |

| Crema 16 aprile 1939 25ª giornata | Crema            | 0 – 0 | Legnano | \| Arbitro: \| Tarocco (Verona) \| |
| Arbitro:                          | Tarocco (Verona) |       |         |                                    |

| Arbitro: | Tibaldi (Savona) |

|                              |           |                 |
| Castelli 36’ Magistrelli 51’ | Marcatori | 22’, 81’ Fovana |

### Coppa Italia

#### Qualificazioni
| Arbitro: | Motta (Pavia) |

|                  |           |                        |
| Cereda 30’, 120’ | Marcatori | 45’ Godino 100’ Talano |

| Arbitro: | Garzena (Voghera) |

|           |           |                              |
| Musso 55’ | Marcatori | 27’ Ferretti 65’, 84’ Cereda |

#### Primo turno eliminatorio
| Arbitro: | Bertolio (Torino) |

|                                                                     |           |                             |
| Casalino 1’ Camanini 6’, 49’, 70’ Gardini 9’, 38’, 48’ Pagliano 90’ | Marcatori | 45’ Cereda 84’ Bonizzoni II |

## Statistiche

### Statistiche di squadra
| Competizione | Punti | In casa | In casa | In casa | In casa | In casa | In casa | In trasferta | In trasferta | In trasferta | In trasferta | In trasferta | In trasferta | Totale | Totale | Totale | Totale | Totale | Totale | DR |
| Competizione | Punti | G       | V       | N       | P       | Gf      | Gs      | G            | V            | N            | P            | Gf           | Gs           | G      | V      | N      | P      | Gf     | Gs     | DR |
| ------------ | ----- | ------- | ------- | ------- | ------- | ------- | ------- | ------------ | ------------ | ------------ | ------------ | ------------ | ------------ | ------ | ------ | ------ | ------ | ------ | ------ | -- |
| Serie C      | 26    | 26      | 10      | 6       | 10      | 30      | 31      | -1           |              |              |              |              |              |        |        |        |        |        |        |    |
| Coppa Italia | -     | 3       | 1       | 1       | 1       | 7       | 11      | -4           |              |              |              |              |              |        |        |        |        |        |        |    |
| Totale       |       |         |         |         |         |         |         |              |              |              |              |              |              |        |        |        |        |        |        |    |

### Statistiche dei giocatori
| Giocatore        | Serie C  | Serie C | Coppa Italia | Coppa Italia | Totale   | Totale |
| Giocatore        | Presenze | Reti    | Presenze     | Reti         | Presenze | Reti   |
| ---------------- | -------- | ------- | ------------ | ------------ | -------- | ------ |
| L. Bonizzoni     | 15       | 2       | 3            | 1            | 18       | 3      |
| M. Caprioli      | 3        | 0       | 3            | 0            | 6        | 0      |
| G. Carnevali     | 1        | 0       | 0            | 0            | 1        | 0      |
| G. Castelli      | 5        | 1       | 0            | 0            | 5        | 1      |
| B. Cempi         | 13       | 1       | 0            | 0            | 13       | 1      |
| N. Cereda        | 22       | 11      | 3            | 5            | 25       | 16     |
| T. Chiodi        | 14       | 0       | 3            | 0            | 17       | 0      |
| Ma. Colombo      | 25       | 1       | 1            | 0            | 26       | 1      |
| Mi. Colombo      | 12       | 1       | 1            | 0            | 13       | 1      |
| V. Colombo       | 23       | 0       | 3            | 0            | 26       | 0      |
| R. Ferretti      | 24       | 4       | 3            | 1            | 27       | 5      |
| R. Leva          | 5        | 0       | 0            | 0            | 5        | 0      |
| P. Luraghi       | 24       | 3       | 1            | 0            | 25       | 3      |
| A. Magistrelli   | 15       | 3       | 1            | 0            | 16       | 3      |
| E. Milani        | 23       | 0       | 3            | 0            | 26       | 0      |
| G. Morelli       | 22       | 0       | 2            | 0            | 24       | 0      |
| A. Prandoni (II) | 15       | 1       | 2            | 0            | 17       | 1      |
| I. Santambrogio  | 5        | 0       | 1            | 0            | 6        | 0      |
| U. Zambelli      | 9        | 0       | 0            | 0            | 9        | 0      |
| R. Zanoni        | 8        | 1       | 2            | 0            | 10       | 1      |